# Eriocrania salopiella
Eriocrania salopiella là một loài bướm đêm thuộc họ Eriocraniidae. Nó được tìm thấy ở châu Âu.

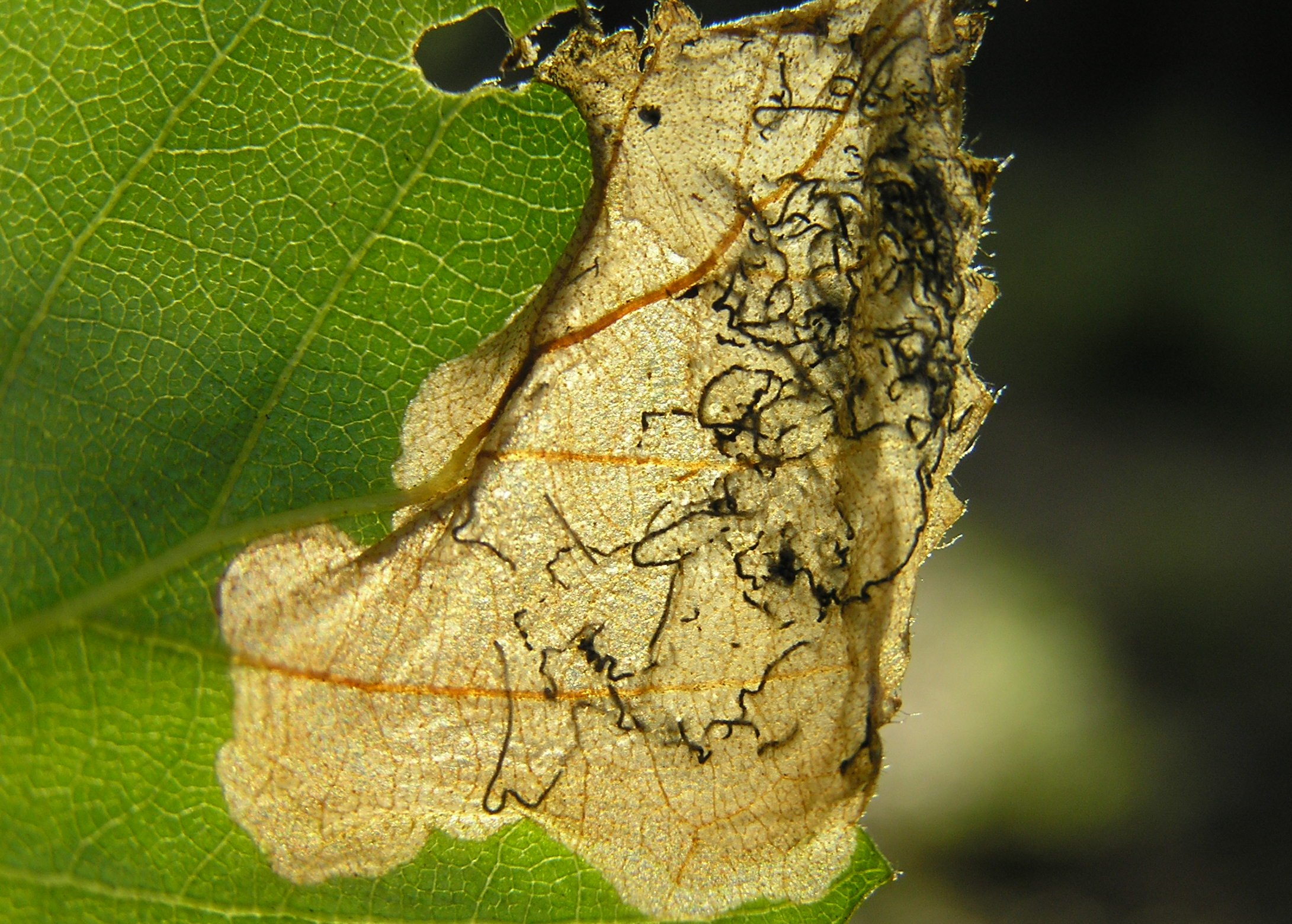
Lá do ấu trùng ăn

Sải cánh dài khoảng 10 mm. Con lớn có màu vàng với các dấu màu tía và các đốm vàng. Đầu có lông vàng.
The larvae ăn lá cây các loài Betula.

## Hình ảnh

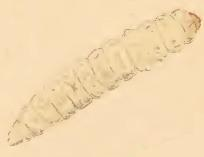
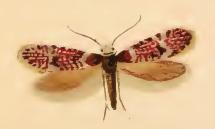
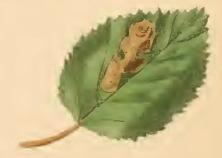